# Crkva sv. Krševana u Zadru
Crkva sv. Krševana je rimokatolička crkva koja se nalazi u Zadru, Hrvatskoj. Dobila je ime po svetom Krševanu, jednom od svetaca zaštitnika grada Zadra. Ona je trobrodna bazilika s tri ukrašene polukružne apside.

## Povijest
Crkva je romanička i 1175. godine posvetio ju je prvi zadarski nadbiskup Lampridije. Izgrađena je na mjestu rimskog emporija, a zamijenila je crkvu svetog Antuna Pustinjaka koja se na tom mjestu nalazila u 6. stoljeću. Crkva sv. Krševana je izgrađena u 10. stoljeću, a pregrađena i povećana je 1175. godine kada je i posvećena. Trenutno je jedini preostali dio nekadašnjeg velikog srednjovjekovnog muškog benediktinskog samostana sv. Krševana. Godine 1387., Elizabeta Kotromanić, ubijena hrvatsko-ugarska kraljica udovica, potajno je zakopana u crkvu gdje joj je tijelo ostalo tri godine dok se nije prebacilo u baziliku Székesfehérvár. Izgradnja zvonika započela je 1485. godine, ali se zaustavila 1546. godine te nikada nije dovršena. Pokraj crkve se nalaze ostaci srednjovjekovnog benediktinskog samostana koji je u 19. stoljeću bio pregrađen, a kasnije, u Drugom svjetskom ratu porušen.
Crkva sv. Krševana je 1808. godine za vrijeme francuske vlasti u Zadru trebala biti srušena. Francuzi su željeli gimnaziju, koja je od 1804. godine djelovala u samostanu, pretvoriti u licej. Taj projekt nije realiziran, te je licej od 1809. do 1811. godine djelovao u starim samostanskim prostorijama kao centralna škola gdje se studirala medicina, farmacija, arhitektura, geodezija, pravo i teologija. Kasnije, za vrijeme austrijske vlasti u Zadru, tu se nalazio licej s konviktom i gimnazija. Od njih je kasnije nastala viša gimnazija u kojoj se nastava izvodila na talijanskom jeziku.

## Opis crkve
Crkva je antičkim stupovima i pilastrima podijeljena na tri lađe. Završava s tri polukružne apside. Središnja apsida ima otvorenu galeriju arkada s vitkim stupićima kubičnih kapitela. U povišenoj središnjoj apsidi nalazi se barokni oltar iz 1701. godine s bijelim mramornim kipovima četiri zadarskih svetaca zaštitnika, a to su sveti Krševan, sveti Šimun, sveta Stošija i sveti Zoilo. To je djelo mletačkog kipara Alvisea Tagliapietra. Oltar je nastao kao ispunjenje zavjeta grada protiv kuge, danog 1632. godine. Na poleđini oltara nalazi se reljef Bogorodice s Djetetom. Na sjevernom zidu nalaze se mramorni oltari Majke božje s drvenim kipovima Gospe Žalosne i Gospe Lurdske, dok se na južnom zidu nalaze mramorni oltari sa slikama svetog Zoila i svete Obitelji. Na sjevernom zidu se također vide i ostaci romaničkih fresaka s kompozicijom Kristova rođenja te ostaci likova svetaca. Nasred pročelja nalazi se glavni portal s polukružnom lunetom i trokutastim zabatom nad njom. Bočni zid raščlanjuje niz slijepih lukova koji su oslonjeni na zavijene pilastre.

## Značaj
Crkva sv. Krševana je zajedno s katedralom sv. Stošije najznačajniji primjer romaničke umjetnosti u graditeljstvu Dalmacije, te predstavlja visoku razinu razvijenost Zadra u 12. stoljeću. Skriptorij ove bazilike je jako važan za općekulturno naslijeđe i povijest Hrvatske jer su tu napisane mnoge važne isprave i pisane umjetnine među kojima se nalaze glazbeni zapisi, gradual iz 1. stoljeća, kartular iz 12. stoljeća, antifonar iz 14. stoljeća, obrednik iz 15. stoljeća, misal opata Veniera, te drugi materijali iz drugih zadarskih crkava i samostana.

## Galerija fotografija
- Fasada crkve
- Stražnji dio crkve
- Središnja apsida s galerijom
- Tri polukružne apside